# Polyphylla woodruffi
Polyphylla woodruffi är en skalbaggsart som beskrevs av Paul E.Skelley 2003. Polyphylla woodruffi ingår i släktet Polyphylla och familjen Melolonthidae. Inga underarter finns listade i Catalogue of Life.